# Der var engang en pige
Der var engang en pige (russisk: Жила-была девочка) er en sovjetisk film fra 1944 af Viktor Ejsymont.

## Medvirkende
- Nina Ivanova som Nastenka
- Natalja Zasjjipina som Katja
- Ada Vojtsik
- Vera Altajskaja
- Lidija Sjtykan som Tonja